# Semiothisa trigonata
Semiothisa trigonata là một loài bướm đêm trong họ Geometridae.